# Natia Natia
Natia Natia (Pago Pago, 2 marzo 1985) è un ex calciatore samoano americano, di ruolo centrocampista.

## Carriera

### Nazionale
Ha segnato l'unico gol della Nazionale di calcio delle Samoa Americane nel corso delle qualificazioni per il campionato del mondo 2006, nell'incontro Vanuatu-Samoa Americane (9-1). Tra il 2004 ed il 2011 ha totalizzato complessivamente 10 presenze ed una rete in nazionale.